# Tiga Pancur
Tiga Pancur is een bestuurslaag in het regentschap Karo van de provincie Noord-Sumatra, Indonesië. Tiga Pancur telt 898 inwoners (volkstelling 2010).